# هيني يونغمان
هنري «هيني» يونغمان (يونغمان اسم عائلة اصلي باللهجة اليديشية; 16 مارس 1906 - 24 شباط 1998) كان ممثل كوميدي إنجليزي أمريكي وموسيقي مشهور لاتقانه النكات القصيرة، أشهر نكتة قصيرة معروفة له هي " خذ زوجتي... ارجوك".
في الوقت الذي روى فيه العديد من الكوميديين الحكايات المفصلة، كان روتين يونغمان يتألف من اخبار نكات بسيطة ذات جمل واحدة، من حين لاخر مع فواصل من العزف على الكمان. هذه المواقف الشبيهة بالكرتون المصورة ببساطة تزيل عمليات التراكم الطويلة وتذهب مباشرة للنقطة. كان معروف ب «ملك النكات القصيرة», وهو اللقب الذي منح له كاتب العمود والتر وينشيل. واحد من عروض مسارحه استمرت فقط 15 إلى 20 دقيقة ولكنها احتوت على عشرات النكات في تتابع سريع.

## النشأة
يونغمان ولد في عائلة يهودية في لندن، إنجلترا. عائلته انتقلت إلى باي ريدج , بروكلين، نيويورك، عندما كان صغيرا. كبر في مدينة نيويورك وبدأ ككوميدي بعد ان عمل لسنوات في محل دهان، حيث كتب «بطاقات كوميدية» احتوت على نكات قصيرة. البطاقات الكوميدية تم اكتشافها من قبل الممثل الكوميدي الصاعد ميلتون بيرل الذي شجع يونغمان وكون صداقة وثيقة معه. بيرلي قال عنه، «الشيء الوحيد المضحك أكثر من نكات هيني هو عزفه للكمان».

## الحياة المهنية
بتشجيع من عائلته لدراسة الكمان، يونغمان بدأ في مجال العروض كموسيقي. قام بقيادة فرقة جاز صغيرة تدعى «ذا سواني سينكوبيتورز», وخلال العروض، قام غالبا بالقاء النكات. ذات ليلة، لم يحضر الممثل الكوميدي المعتاد للنادي وطلب المالك من يونغمان ان يحل محله. استمتع بذلك وبدأ حياته المهنية الطويلة ك كوميدي واقف.
ابقى اسلوبه الكوميدي الغير مؤذي والودي جماهيره تضحك لعقود. قام بالبداية بالتأدية في النوادي وسبيكيزي، ولكن استراحته جاءت في البرنامج الاذاعي لكيت سميث في 1937. مدير ينوغمان تيد كولينز قام بحجزه في العرض وظهر عدة مرات في الإذاعة.
خلال الاربعينيات من القرن الماضي، يونغمان حاول العمل على الافلام كممثل ولكنه وجد عملا قليلا في هوليوود. عاد إلى النوادي الليلية وعمل بثبات، ادى ما يصل إلى 200 عرض في السنة. من خلال العمل مع داني شابيرو، يونغمان سجل الاصوات البدائية لهيني يونغمان وهو البوم «مباشر» للمؤسسة الوطنية للتسجيلات في 1959 في نادي المشاهير في شارع لويس.
مثل العديد من الكوميديين، هيني يونغمان عامل مهنته كوظيفة عمل، حيث كسب العيش صعب وتقاضي الرواتب مقابل العمل هو كل ما يهم. في مقابلات كثيرة، نصيحة يونغمان للمرفهين الآخرين كانت «نيم دي غيلت» (معناها «خذ المال» بلهجة من لهجات الألمانية).
تم اقتباسه في مقابلة مع المجلة عبر الإنترنت «أي»: «اركب الطائرة. اذهب واقوم بالعمل، أخذ المال وارجع للمنزل وابقى نظيفا. هذه هي قوانيني. سيناترا يفعل نفس الشيء، فقط لديه مروحية تنتظر. هذا هو الفرق.»
عندما بدات شركة هاتف نيويورك «اتصل بمزحة» في 1974, أكثر من 3 ملايين شخص اتصلوا في شهر واحد ليسمعوا 30 ثانية من خاصة يونغمان — وهو الأكثر على الإطلاق لكوميدي.
يوغمان لم يتقاعد ابدا، وقد ادى ادائه المسرحي في اماكن في جميع انحاء العالم حتى ايامه الاخيرة. عندما انتقلت شهرته إلى الوضع الاسطوري، لم يعتبر نفسه ابدا بمعزل أو فوق الاخرين، ولم يرفض ابدا تقديم عرض في مكان صغير أو نادي غير معروف. في تحية ليونغمان، قام المنتج التلفزيوني والرسوم المتحركة مارك ايفانير بوصفه بطريقة اكدت على وعيه المالي وحبه للتقديم:
«سياخذ كمانه ويذهب لفندق به غرفة ولائم. يستشير الدليل اليومي في الردهة ويجد حفلة— عادة حفلة استقبال— ويذهب إلى الغرفة ويطلب مقابلة من المسؤول عن الدفع.» انا هيني يونغمان، «يقول لهذا الشخص.» كنت العب موعدا في غرفة مادبة أخرى هنا واحد النوادل اقترح انه ربما قد ترغب في جعلي اقوم بعملي لجمعك هنا. «سوف يتفاوض على أي سعر يمكن ان يحصل عليه — 200 دولار، 500 دولار، يفضل نقدا — ويقوم بعرضه لهم.»
روجر ايبيرت وصف حلقة مماثلة في مراجعة لفلم في 2011:
" ذات مرة راقبت هيني يونغمان يسجل برنامج تلفزيوني في استديو ان بي سي القديم في سوق البضائع. ركبنا المصعد معا. توقف المصعد في الطابق الثاني، ناد خصوصي. كان هناك زفاف قائم. يونغمان نزل من على المصعد، طلب مقابلة والد العروس وقال، "انا هيني يونغمان. سأؤدي 10 دقائق مقابل 100 دولار."
قام يونغمان بالظهور عدة مرات على التلفاز، من ضمنها مهمة طويلة المدى على برنامج روان ومارتين المضحك. في 1955, استضاف مسلسل تلفزيوني اسمه عرض هيني وروكي، وظهر مع البطل الملاكم روكي غرازيانو. ظهر في العديد من الافلام، من ضمنها وون تون تون , الكلب الذي انقذ هوليوود، تاريخ العالم جزء 1، الاصدقاء الطيبون.
كان لديه دور أكبر بصفته مالك نادي التعري في فلم هيرتشيل غوردون لويس «الفتيات العنيفات جدا». قام ببعض التسجيلات، الجدير للذكر منها الجانب البدائي لهيني يونغمان، وسجل مباشرة في شارع لويس وتم اصداره من قبل المؤسسة الوطنية للتسجيلات على رقعة ان سي ار. والقرص المضغوط ما يزال تتم طباعته.
سيرته الذاتية بعنوان خذ حياتي، رجاءا!
اخر ظهور ليونغمان بفلم قبل موته كان في فلم دانيال روبيرت كون عيون ما وراء الرؤية، وقد مثل دور مريض نفسي يدعي انه هيني يونغمان.

## الحياة الشخصية
زوجة يونغمان سادي كوهين غالبا ما كانت موضع نكاته («زوجتي قالت لي،» لعيد زواجنا اريد الذهاب لمكان لم اره من قبل. قلت، «جربي المطبخ!» أو «طبخ زوجتي يصلح لملك» [يومئ وكانها تطعم كلبا غير مرئي] «هنا، ايها الملك; هنا، ايها ملك!» أيضا، «الليلة الماضية زوجتي قالت ان الطقس لم يكن مناسبا لا لرجل ولا لوحش، فبقينا بالمنزل» في الواقع كانا الاثنان قريبين جدا، وسادي غالبا ما ترافق زوجها في جولاته. بقيا متزوجين ل 59 سنة حتى وفاة سادي في 1987 بعد المرض لفترة طويلة. عندما كانت مريضة، هيني بنى وحدة عناية مركزة في غرفة نومهم، حتى يتم العناية بها في المنزل، وليس في المشفى لانها كانت تخاف من المستشفيات.
هيني شرح اصل عبارته الكلاسيكية «خذ زوجتي، رجاء» كتفسير خاطئ: أخذ زوجته على برنامج اذاعي وطلب من أحد العاملين في المسرح ان برافق زوجته إلى مقعد. ولكن طلبه تم اخذه كمزحة، ويونغمان استخدم العبارة مرات لا تحصى بعد ذلك.
يونغمان كان لديه طفلان، غاري ومارلين. غاري بدا حياته المهنية في كتابة السيناريوهات والاخراج، مستمرا بالعمل في مجال الافلام في سعات مختلفة. غاري معروف بفلمه استعجل عام 1976.
باستثناء اسبوع بعد وفاة زوجته، والشهر الذي قضاه في اخر زيارة له للمستشفى، يونغمان عمل تقريبا كل يوم لاكثر من 70 سنة بدون عطل أو استراحات أخرى.

## الوفاة
اصيب يونغمان بالالتهاب الرئوي وتوفي في مركز جبل سيناء الطبي في مانهاتن في 24 من شباط 1988, 3 اسابيع قبل عيد ميلاده ال 92. تم دفنه في مقبرة جبل الكرمل، غليندال, نيويورك بجانب زوجته سادي.

## قائمة الافلام
- موجة وفيلق الجيش النسائي و ملاحي (1944) ك أو هينري براون
- لا تستطيع الهرب منه (1956) ك أول سائق
- متمرد ناشفيل (1966) ك نفسه
- العروس الغير مقبلة (1966) ك نفسه
- الفتيات العنيفات جدا (1972) ك نفسه
- الحفلة التنكرية الكبيرة (1974) ك نفسه
- الموت يجلب ورودا (1975)
- وون تون تون , الكلب الذي انقذ هوليوود (1976) ك ماني فاربر
- الفلم الصامت (1976) ك رجل «فلاي-اند-سوب»
- تاريخ العالم جزء 1 (1981) ك كيميائي في الامبراطورية اليابانية
- امنية الموت 2 (1982) ك نفسه
- درب العودة (1982) ك نفسه
- جنون فيلم الهجاء الوطني (1982) ك محام («البلديات»)
- نساء الامازون على القمر (1987) ك نفسه (قطعة «انتقد حبيبك»)
- الاصدقاء الطيبون (1990) ك نفسه
- عيون ما وراء الرؤية (1995) ك مريض نفسي / هيني يونغمان

## روابط خارجية
- Henny Youngman, King of the One-Liners, Is Dead at 91 After 6 Decades of Laughter

- Henny Youngman on IMDb